# Gastdozent
Ein Gastdozent ist ein Dozent, Lehrer oder Professor, der an der Hochschule oder Institution, an der er unterrichtet, nicht dauerhaft unter Vertrag steht und somit kein ständiger Mitarbeiter ist.
Die Einschränkung der nicht dauerhaften Mitarbeit kann sich so auf einen zeitlichen Rahmen beziehen. Beispiele:
1. Gastprofessur auf ein Jahr im Ausland
2. Aushilfsdozent an einer Volkshochschule
3. für einen Lehrvortrag eigens engagiert

Die Einschränkung kann sich auch auf eine Mangelsituation an Regeldozenten in der Institution, oder auf ein formales Ausbildungs-Defizit des Lehrenden beziehen. Beispiele:
1. An einer Schule fällt regelmäßig der Chemie-Unterricht aus, weil kein geeigneter Lehrer zur Verfügung steht. Ein Professor der benachbarten Hochschule hilft als Gastlehrer / Gastdozent aus.
2. Als Gastdozent für Chemie hilft ein Chemie-Ingenieur aus der Industrie befristet aus. Sowie der Schule wieder ein Chemie-Lehrer zur Verfügung stehen wird, lässt man diese Übergangssituation enden.

In beiden Beispielen ist die fachliche Qualifikation als Beispiel zur Chemie gegeben; jedoch fehlt dem Gastdozenten der formale Nachweis pädagogischer Eignung für den Schuldienst.
In Einrichtungen wie den Volkshochschulen ist oft keine scharfe Trennung zwischen „Stamm“-Dozenten und Gastdozenten mehr möglich; solche Institutionen haben in aller Regel lediglich noch Verwaltungspersonal im Mitarbeiterstamm und akquirieren ihr Dozentenpersonal halbjahresweise nach Bedarf.